# Marcelo Damasceno
Marcelo Kanitz Damasceno GCMD • GOMN • GOMM (Canoas, 22 de agosto de 1959) é um militar brasileiro, atual comandante da Força Aérea Brasileira.

## Biografia
Nascido na cidade de Canoas, Marcelo iniciou a carreira militar em 1976, foi declarado aspirante a oficial em 1982.
O brigadeiro já foi comandante da base aérea de Brasília, adido de defesa e de aeronáutica junto à embaixada do Brasil em Bruxelas, na Bélgica, e em Paris, na França, além de secretário de economia, finanças e administração da aeronáutica e chefe do Estado-Maior da Aeronáutica.
Formado em administração de empresas na Universidade Federal de Santa Catarina, possui todos os cursos de carreira, além do Curso de Política Estratégica Aeroespacial, e 6 mil horas de voo registradas.

### Comando da FAB
Em 29 de dezembro de 2022, no antepenúltimo dia do mandato do presidente Jair Bolsonaro, foi nomeado comandante da Força Aérea Brasileira, iniciando seu mandato em 2 de janeiro, no Governo de Luiz Inácio Lula da Silva. Em junho de 2023, foi condecorado com o último grau da Ordem do Mérito da Defesa por Lula.

## Promoções[6]
- Aspirante: 09 de Dezembro de 1982
- Segundo Tenente: 31 de Agosto de 1983
- Primeiro Tenente: 31 de Agosto de 1985
- Capitão: 31 de Agosto de 1988
- Major: 30 de Abril de 1994
- Tenente-Coronel: 30 de Abril de 2000
- Coronel: 31 de Agosto de 2005
- Brigadeiro do Ar: 31 de Março de 2011
- Major-Brigadeiro do Ar: 31 de Março de 2014
- Tenente-Brigadeiro do Ar: 25 de Novembro de 2018

## Promoções

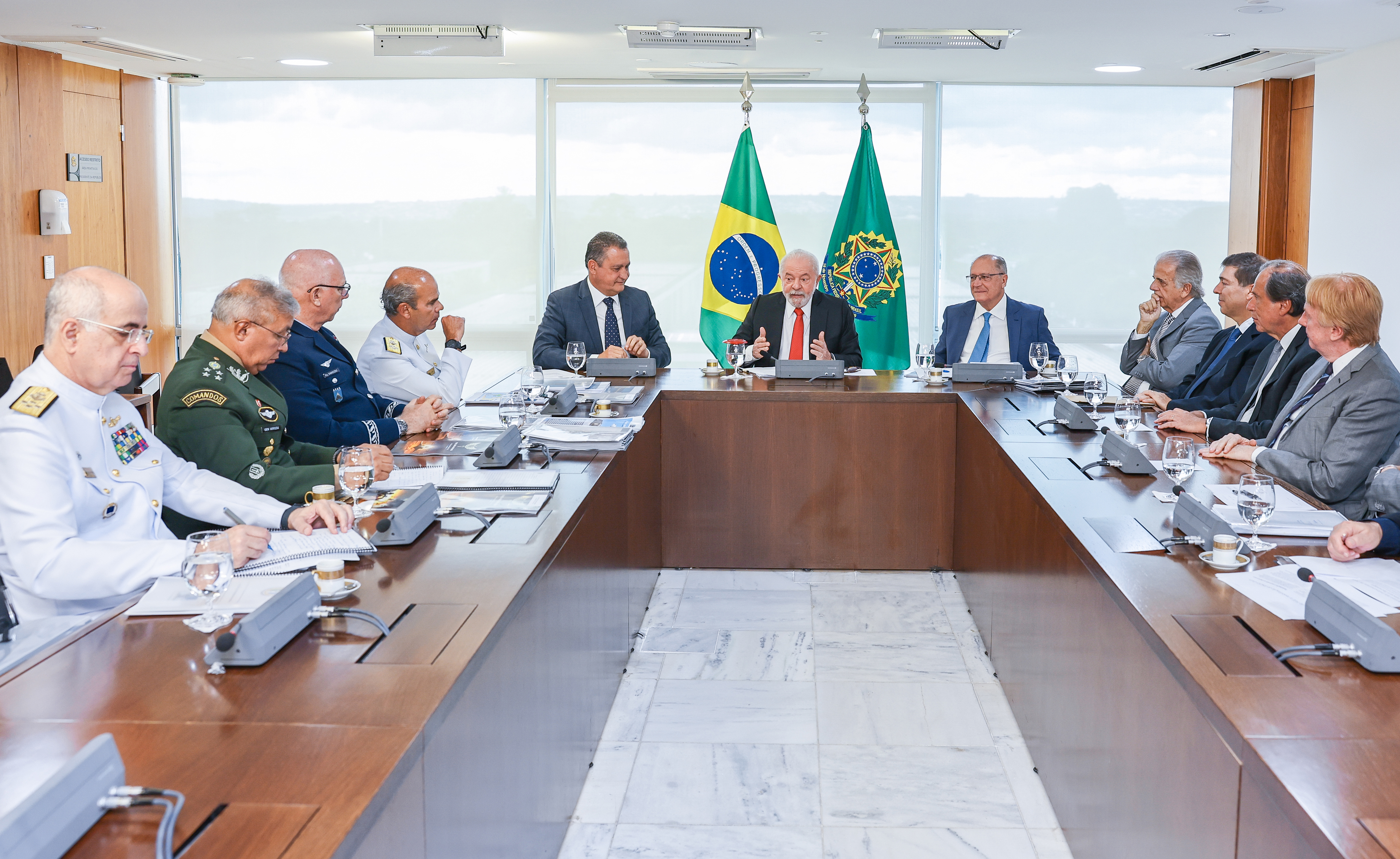
Marcelo em reunião como Comandante da Aeronáutica no dia 20 de janeiro de 2023

## Condecorações[7][8]
- Ordem do Mérito da Defesa -  ''Grande-Oficial''
- Ordem do Mérito do Superior Tribunal Militar
- Ordem de Rio Branco - "Grã-Cruz"[9]
- Ordem do Mérito Judiciário Militar
- Medalha Mérito Estado-Maior Conjunto das Forças Armadas
- Medalha do Mérito Santos-Dumont
- Medalha Mérito Operacional Brigadeiro Nero Moura
- Medalha do Pacificador
- Medalha Mérito Tamandaré
- Medalha da Vitória (Brasil)
- Ordem do Mérito Ministério Público Militar -  ''Distinção''
- Medalha Defesa Civil Nacional
- Medalha da Constituição
- Medalha Do Estado-Maior Conjunto Das Forças Armadas
- Ordem Da Ametista -  ''Cavaleiro Honorário''
- Medalha Dráusio Marcondes de Souza
- Medalha do Mérito Judiciário Militar Paulista
- Medalha Mérito da Inteligência
- Medalha Constitucionalista da Sociedade Veteranos de 1932 MMDC
- Medalha Mérito Tamandaré
- Medalha Militar de Ouro com Passador de Platina
- Ordem do Mérito Naval -  ''Grande-Oficial''
- Ordem do Mérito Militar -  ''Grande-Oficial''
- Medalha Cultural Aluísio De Almeida
- Medalha Mérito Cabangu[10]